# Asplenium varians
Asplenium varians är en svartbräkenväxtart som beskrevs av Nathaniel Wallich, William Jackson Hooker och Grev. Asplenium varians ingår i släktet Asplenium och familjen Aspleniaceae. Inga underarter finns listade.